# کریشنا لوی
کریشنا لِـوی (فرانسوی: Krishna Levy‎؛ زادهٔ ۲۷ مهٔ ۱۹۶۴) موسیقی‌دان و آهنگساز اهل فرانسه است.
از فیلم‌ها یا مجموعه‌های تلویزیونی که وی در آن‌ها نقش داشته‌است، می‌توان به سپید همچون برف، ۸ زن و سقوط اشاره نمود.